# Жузе Луїш Монтейру
Жузе Луїш Монтейру (порт. José Luís Monteiro; 25 жовтня 1848, Лісабон — 27 січня 1942, Кампо-де-Оріке) — португальський архітектор. Його творчість вважається однією з найвпливовіших в архітектурі кінця XIX століття.

## Життєпис
Жузе Луїш Монтейру народився в Лісабоні, Португалія, 25 жовтня 1848 року. У 12 років Монтейру записався до Королівської академії образотворчих мистецтв у Лісабоні. У 1873 році він переїхав до Парижа, щоб відвідувати Національну вища школа красних мистецтв в Парижі, закінчивши його під керівництвом Жана Луї-Паскаля в 1879 році.
У 1880 році Монтейру повернувся до Португалії, де взяв на себе роль головного архітектора Лісабонської міської ради та викладацьку посаду в міській Королівській академії образотворчих мистецтв. У 1901 році нагороджений Почесним легіоном.
Помер Монтейру 27 січня 1942 року в Кампу-де-Оріке, Португалія.

## Роботи
Монтейру використовував ряд різних архітектурних стилів, включаючи неокласицизм, неомануелінський стиль. Він найбільш відомий своїм революційним використанням металу в інтер'єрі залізничного вокзалу Россіо; у будівлі містився одне з перших залізних склепінь у країні.

### Помітні проекти
- Готель де Віль (реконструкція), Париж, 1874 р.[3]
- Залізничний вокзал Россіо, Лісабон, 1886 р.[8]
- Liceu Nacional Passos Manuel, Лісабон, 1881 рік
- Готель Avenida Palace, Лісабон, 1890 р.[6]
- Церква душ Анжуш, Лісабон, 1908 р.

|                             |
| Отель-де-Віль (Париж), 1874 |

|                              |
| Вокзал Россіо, Лісабон, 1886 |

|                                         |
| Готель Avenida Palace, Лісабон, 1890 р. |

|                                |
| Ігрея душ Анжуш, Лісабон, 1908 |